# Dahaberg
Der Dahaberg ist ein Berg in Niederösterreich, nahe der Wiener Stadtgrenze im nördlichen Wienerwald. Er hat eine Höhe von 507 m ü. A.

## Geographie
Der Dahaberg befindet sich südlich des Exelberges. Aus dem Dahaberg quellen der Dornbach, der namensgebend für den Wiener Stadtteil Dornbach ist und sich später mit dem Eckbach zur Als vereinigt, sowie der Halterbach, ein Nebenfluss der Wien. An seinem südwestlichen Bergfuß liegt die Rieglerhütte und im Südosten die Loislalm mit der Siedlung Loislalm-Exelberg. Beide sind, obwohl in Niederösterreich befindlich, nur von Wien aus erreichbar.
Entlang des Halterbaches führen mehrere Wanderwege hinauf und über den Dahaberg zum Exelberg, die auch von Mountainbikern genutzt werden.

## Namen
Der Name Dahaberg rührt wahrscheinlich von dem dialektal verwendeten Vogelnamen „Daha“, welcher dem standardsprachlichen Dohle entspricht.